# إيتيان فيليكونجا
إيتيان فيليكونجا (بالسلوفينية: Etien Velikonja) (26 ديسمبر 1988 في سلوفينيا - ) هو لاعب كرة قدم سلوفيني في مركز الهجوم. شارك مع منتخب سلوفينيا تحت 19 سنة لكرة القدم ومنتخب سلوفينيا تحت 21 سنة لكرة القدم ومنتخب سلوفينيا لكرة القدم. أما مع النوادي، فقد لعب مع كارديف سيتي وليرس ونادي ريو أفي ونادي غوريتسا ونادي ماريبور.

## مسيرته الكروية
لعب إيتيان فيليكونجا خلال مسيرته الاحترافية مع 9 أندية في تسعة عشر موسمًا وسجل خلالها 105 هدف ضمن 269 مباراة. حيث فاز في موسم واحد بالكأس وفي موسمين بالدوري.
خاض إيتيان فيليكونجا مسيرته مع نادي غوريتسا في موسم 2006–07 في المرة الأولى ليلعب معه خمسة مواسم ثم في موسم 2018–19 ولمدة موسمين، مشاركًا طوالها في 126 مباراة سجل خلالها 47 هدفًا. ثم انتقل إلى نادي ماريبور في موسم 2010–11 ولمدة موسمين، حيث شارك في 46 مباراة سجل خلالها 20 هدف. لينتقل بعدها إلى نادي كارديف سيتي في موسم 2012–13 واستمر معه طيلة ثلاثة مواسم، مشاركًا في 3 مباريات ولم يسجل أي هدف. ثم انتقل إلى نادي ريو أفي في موسم 2013–14 لمدة موسم واحد، مشاركًا في 7 مباريات سجل خلالها هدفًا واحدًا. هذا وانتقل لاحقًا إلى نادي ليرس في موسم 2014–15 ولمدة موسمين، مشاركًا في 40 مباراة سجل خلالها 28 هدفًا. ثم انتقل بعدها إلى نادي غنتشلربيرليغي في موسم 2016–17 لمدة موسم واحد، مشاركًا في 6 مباريات ولم يسجل أي هدف. ليعود وينتقل من جديد، لكن هذه المرة إلى نادي فيلم تو تيلبورغ في موسم 2017–18 لمدة موسم واحد، مشاركًا في 5 مباريات سجل خلالها 3 أهداف. لينتقل بعدها إلى نادي إن إي سي نيميخن في موسم 2019–20 لمدة موسم واحد، مشاركًا في 15 مباراة سجل خلالها هدفين.

## وصلات خارجية
- إيتيان فيليكونجا على موقع الاتحاد الدولي (مؤرشف)  (الإنجليزية)
- إيتيان فيليكونجا على موقع اتحاد تركيا (لاعب) (الإنجليزية)
- إيتيان فيليكونجا على موقع قاعدة بيانات كرة القدم.إي يو (الإنجليزية)
- إيتيان فيليكونجا على موقع ناشيونال فوتبول تيمز (الإنجليزية)
- إيتيان فيليكونجا على موقع Soccerbase.com (لاعب) (الإنجليزية)
- إيتيان فيليكونجا على موقع Soccerway.com (الإنجليزية)
- إيتيان فيليكونجا على موقع عالم كرة القدم.نت (الإنجليزية)
- إيتيان فيليكونجا على موقع AS.com (الإسبانية)